# Gentioux-Pigerolles
Gentioux-Pigerolles [ ʒãsju piʒ(ə)ʁɔl] (Genciòus e Pijairòu en occitan)  est une commune française située dans le département de la Creuse, en région Nouvelle-Aquitaine. Sous l'Ancien Régime, le village appartenait au comté de la Marche.
Avec une superficie de 79,29 km2, elle est la commune la plus étendue de la Creuse.

## Géographie

### Situation
La commune de Gentioux-Pigerolles est située au Sud-Ouest du département de la Creuse, au point culminant de la route reliant Limoges à Felletin et à peu près à mi-chemin de cette dernière et d'Eymoutiers. Gentioux a donné son nom au plateau de Gentioux, pendant septentrional du plateau de Millevaches, où se trouvait également une petite station de ski de fond (90 km de pistes).
Un ancien dicton local en occitan affirme qu'entre la Jasse et Pigerolles, « jamai lo cocut l'i a chantat, mas de bravas oelhas l'i an benlat » (« entre la Jasse et Pigerolles, le coucou n'a jamais chanté - ce qui signifie qu'il n'y avait pas d'arbre pour qu'il puisse se percher - mais de bons moutons y ont bêlé » ). Mais l'environnement de  Gentioux-Pigerolles évolue comme l'ensemble du paysage du plateau de Millevaches. Les landes disparaissent peu à peu au profit des plantations des résineux. L'agriculture est en déclin laissant les prairies envahies par des friches.
| Royère-de-Vassivière | Saint-Marc-à-Loubaud | La Nouaille |
|                      | Gentioux-Pigerolles  | Gioux       |
| Faux-la-Montagne     | Peyrelevade Corrèze  | Féniers     |

### Hydrographie

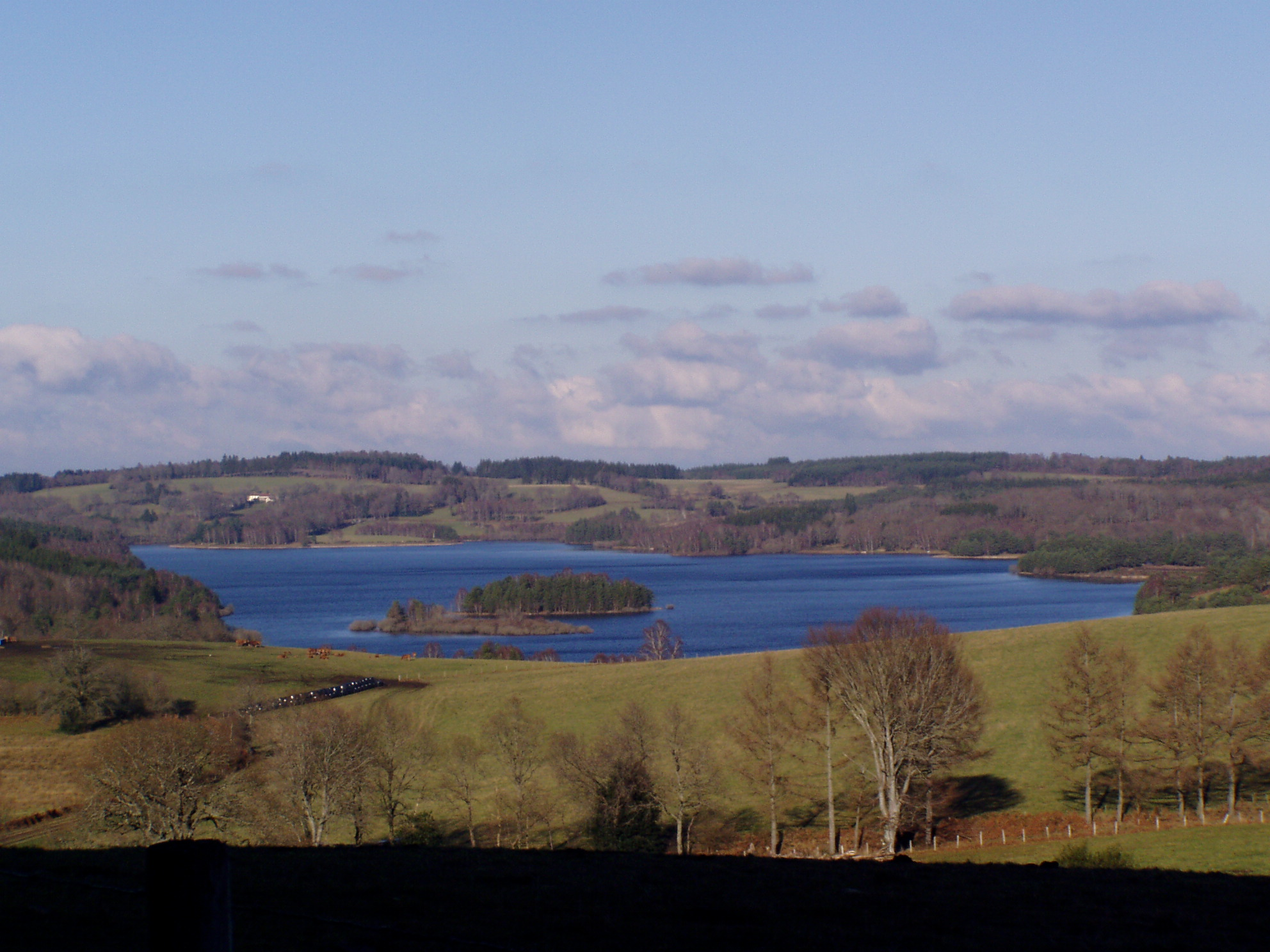
Le lac de Lavaud-Gelade.

La Maulde  prend sa source dans la commune de Gentioux-Pigerolles. Elle alimente notamment le lac de Vassivière, vaste retenue de 1 100 hectares, créé entre 1947 et 1952. Elle se jette dans le lac vers la presqu'île de Broussat, puis ressort au niveau du barrage de Vassivière dans la commune de Royère-de-Vassivière. Mais la Maulde alimente également d’autres barrages sur son parcours : le barrage du Mont Larron, le barrage de Saint Julien le Petit, puis suit le lac de Sainte-Hélène à Bujaleuf. C'est juste après avoir accueilli les eaux du Langladure que la Maulde devient la cascade des Jarrauds dans la commune de Saint-Martin-Château. En bas de la cascade qui s'étend sur 3,2 km avec une dénivellation de 14 m, il y a une usine qui a permis d'électrifier Bourganeuf en 1889. Après un parcours de 35 km, La Maulde se jette dans la Vienne.
La Banize, affluent du Taurion, prend sa source au nord de la commune.

### Climat
Pour des articles plus généraux, voir Climat de la Nouvelle-Aquitaine et Climat de la Creuse.
Historiquement, la commune est exposée à un climat montagnard. En 2020, Météo-France publie une typologie des climats de la France métropolitaine dans laquelle la commune est exposée à un climat de montagne et est dans la région climatique  Ouest et nord-ouest du Massif Central, caractérisée par une pluviométrie annuelle de 900 à 1 500 mm, maximale en automne et en hiver.
Pour la période 1971-2000, la température annuelle moyenne est de 8,8 °C, avec  une amplitude thermique annuelle de 14,4 °C. Le cumul annuel moyen de précipitations est de 1 467 mm, avec 14,9 jours de précipitations en janvier et 8,8 jours en juillet. Pour la période 1991-2020, la température moyenne annuelle observée sur la station météorologique la plus proche, située sur la commune de Felletin à 18 km à vol d'oiseau, est de 10,4 °C et le cumul annuel moyen de précipitations est de 969,0 mm,. Pour l'avenir, les paramètres climatiques de la commune estimés pour 2050 selon différents scénarios d’émission de gaz à effet de serre sont consultables sur un site dédié publié par Météo-France en novembre 2022.

### Paysages autour de Gentioux

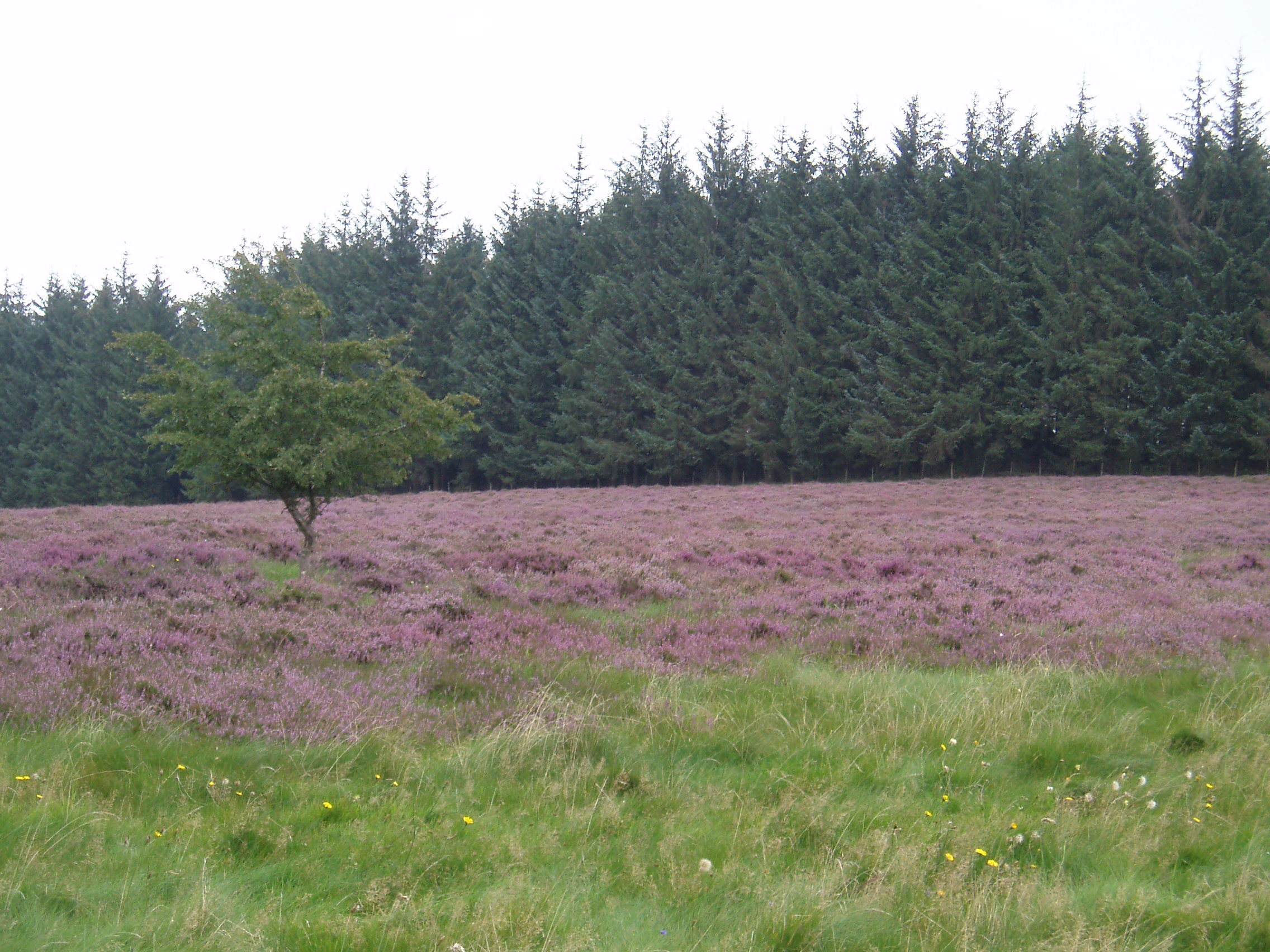
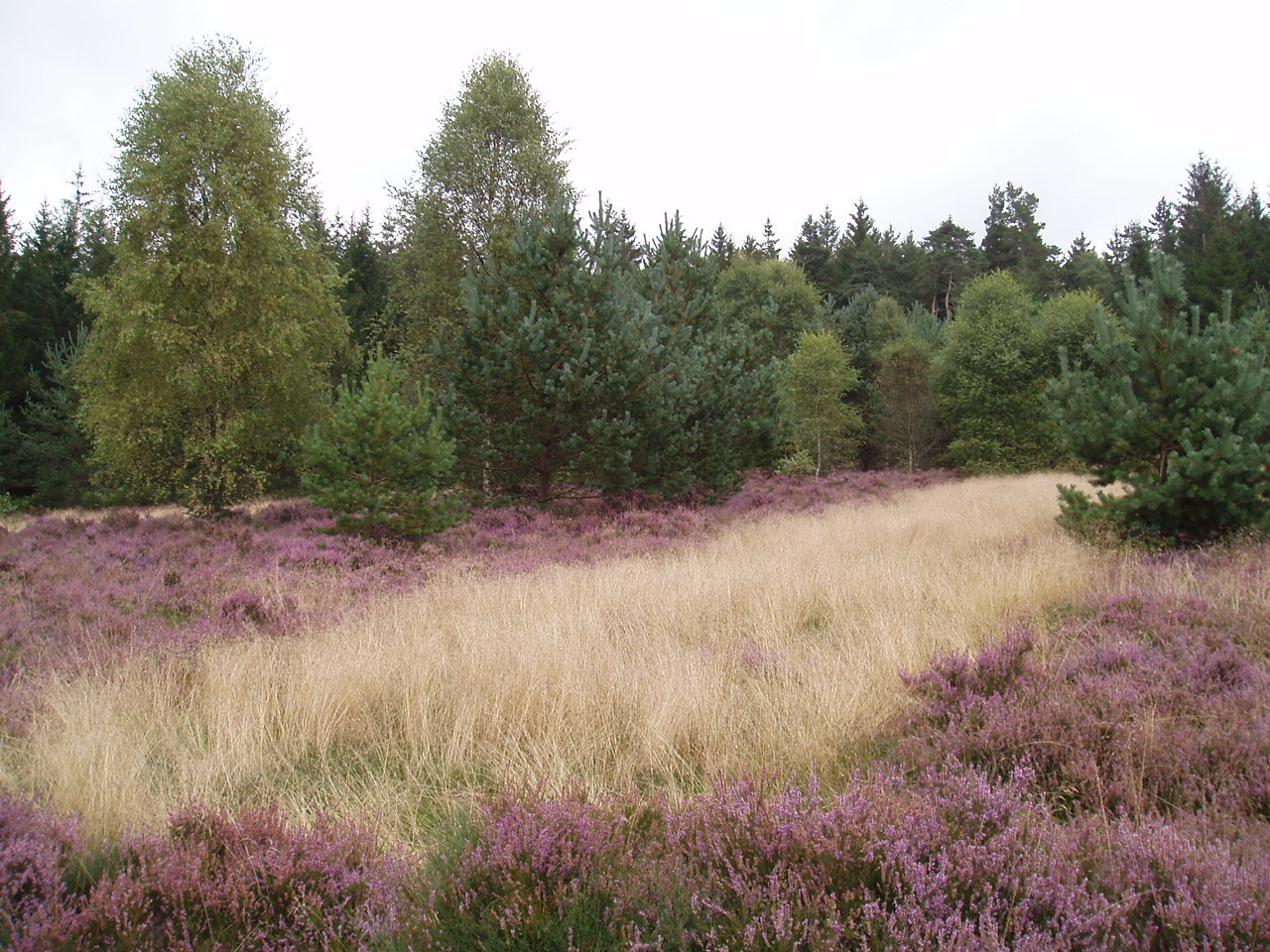
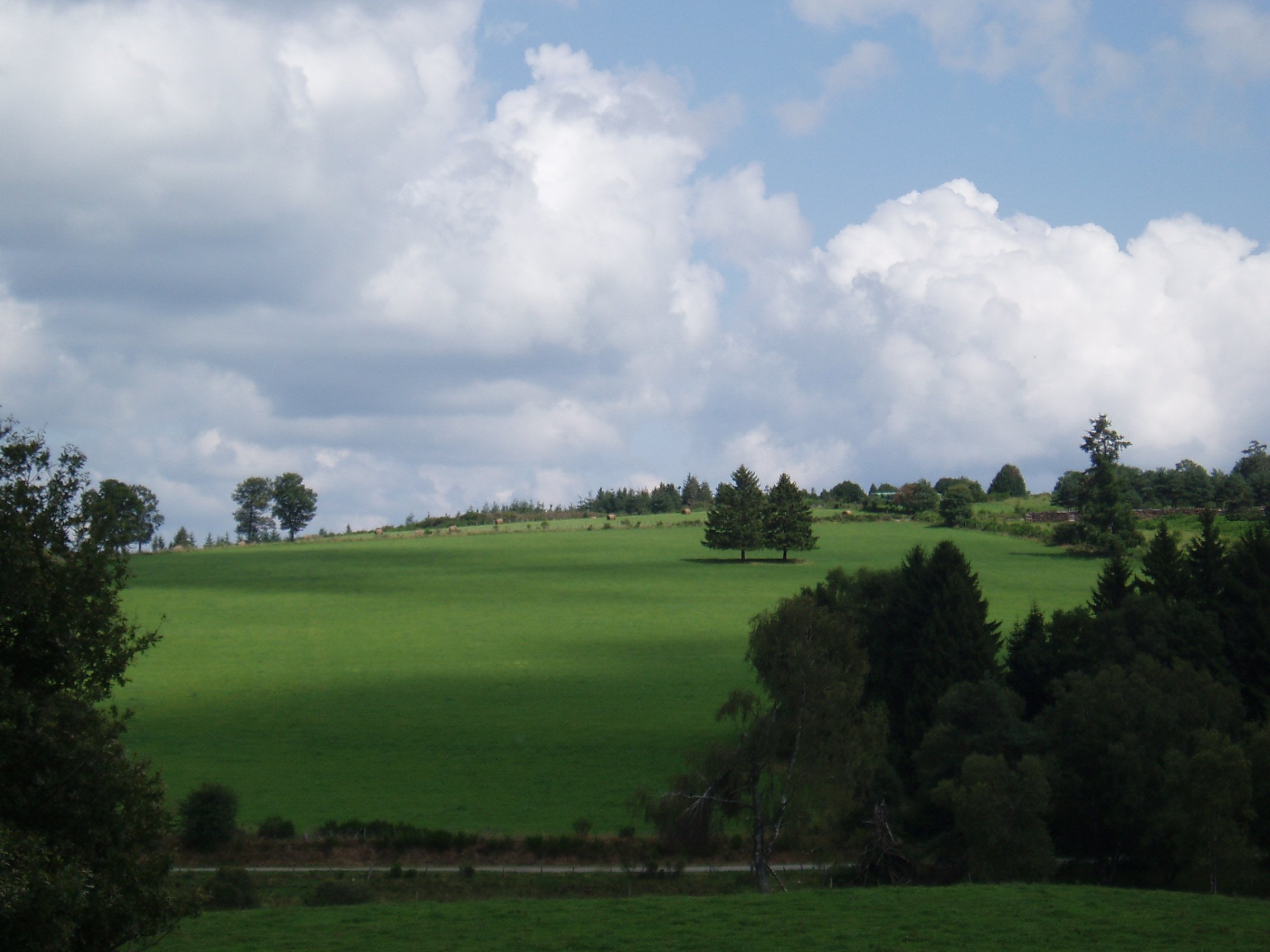
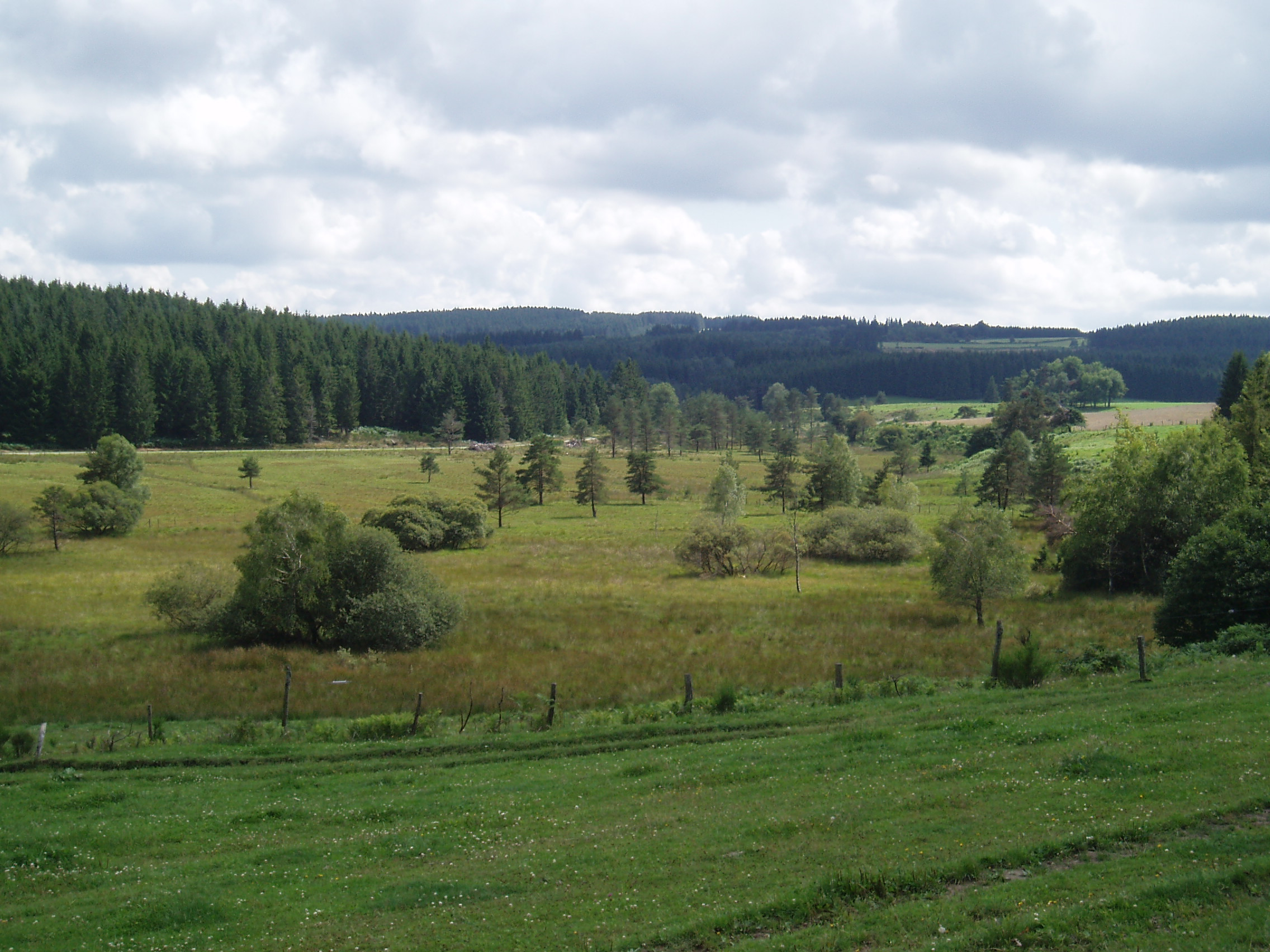
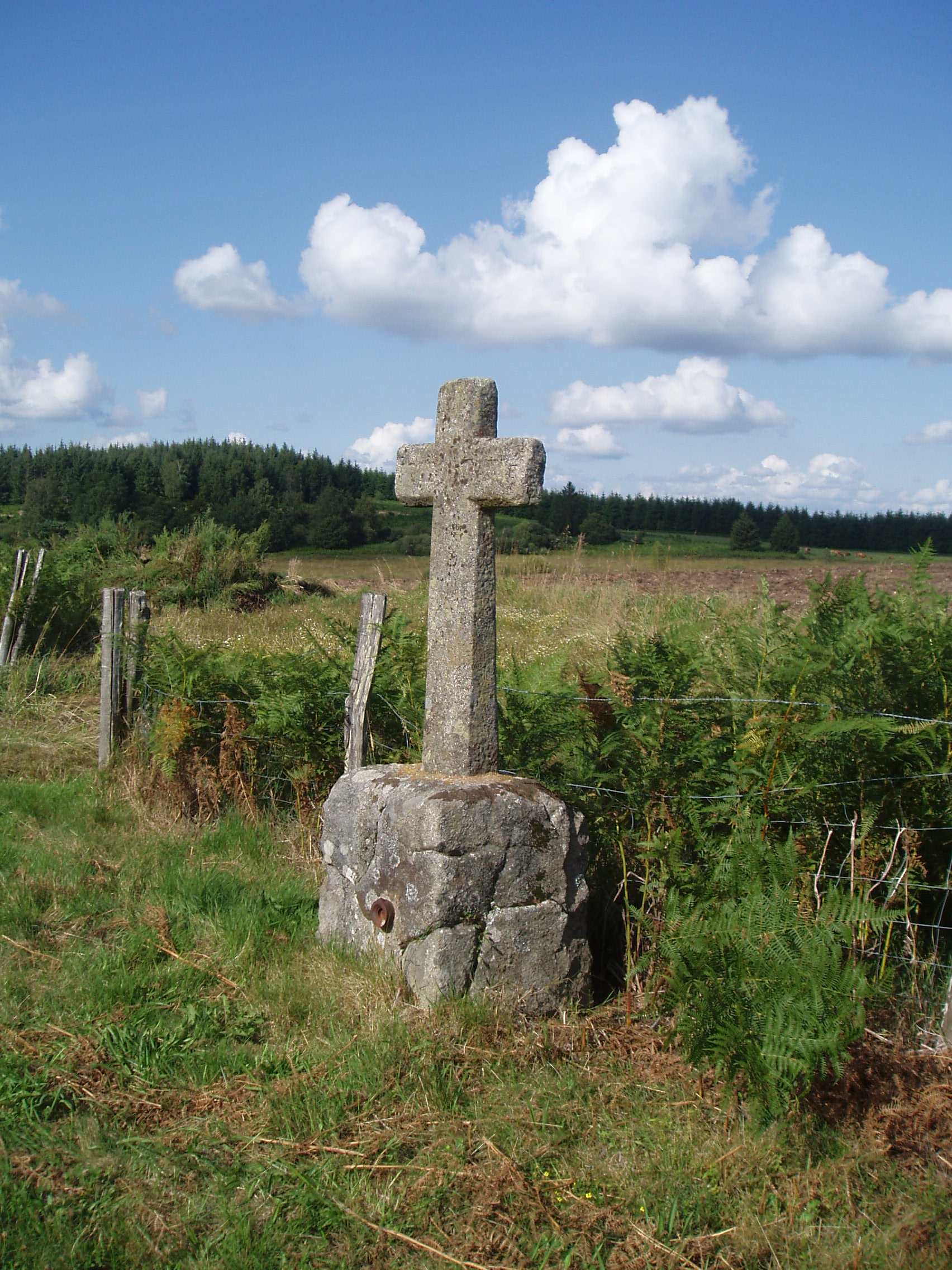
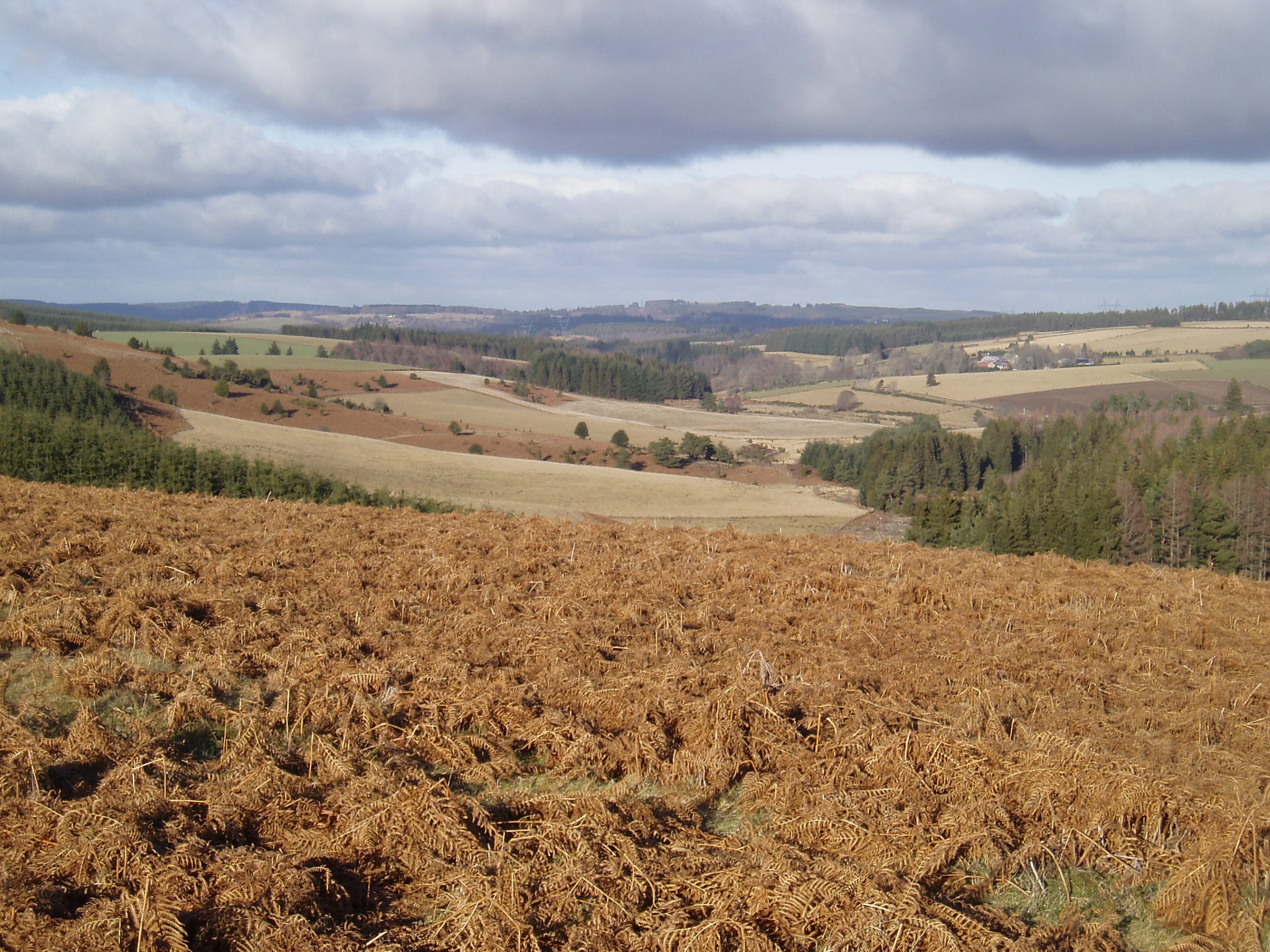

## Urbanisme

### Typologie
Au 1er janvier 2024, Gentioux-Pigerolles est catégorisée commune rurale à habitat très dispersé, selon la nouvelle grille communale de densité à 7 niveaux définie par l'Insee en 2022.
Elle est située hors unité urbaine et hors attraction des villes,.
La commune, bordée par un plan d’eau intérieur d’une superficie supérieure à 1 000 hectares, le lac de Vassivière, est également une commune littorale au sens de la loi du 3 janvier 1986, dite loi littoral. Des dispositions spécifiques d’urbanisme s’y appliquent dès lors afin de préserver les espaces naturels, les sites, les paysages et l’équilibre écologique du littoral, tel le principe d'inconstructibilité, en dehors des espaces urbanisés, sur la bande littorale des 100 mètres, ou plus si le plan local d’urbanisme le prévoit.

### Occupation des sols
L'occupation des sols de la commune, telle qu'elle ressort de la base de données européenne d’occupation biophysique des sols Corine Land Cover (CLC), est marquée par l'importance des forêts et milieux semi-naturels (66,9 % en 2018), en diminution par rapport à 1990 (71,7 %). La répartition détaillée en 2018 est la suivante : 
forêts (46,7 %), prairies (26 %), milieux à végétation arbustive et/ou herbacée (20,1 %), zones agricoles hétérogènes (7,1 %). L'évolution de l’occupation des sols de la commune et de ses infrastructures peut être observée sur les différentes représentations cartographiques du territoire : la carte de Cassini (XVIIIe siècle), la carte d'état-major (1820-1866) et les cartes ou photos aériennes de l'IGN pour la période actuelle (1950 à aujourd'hui).

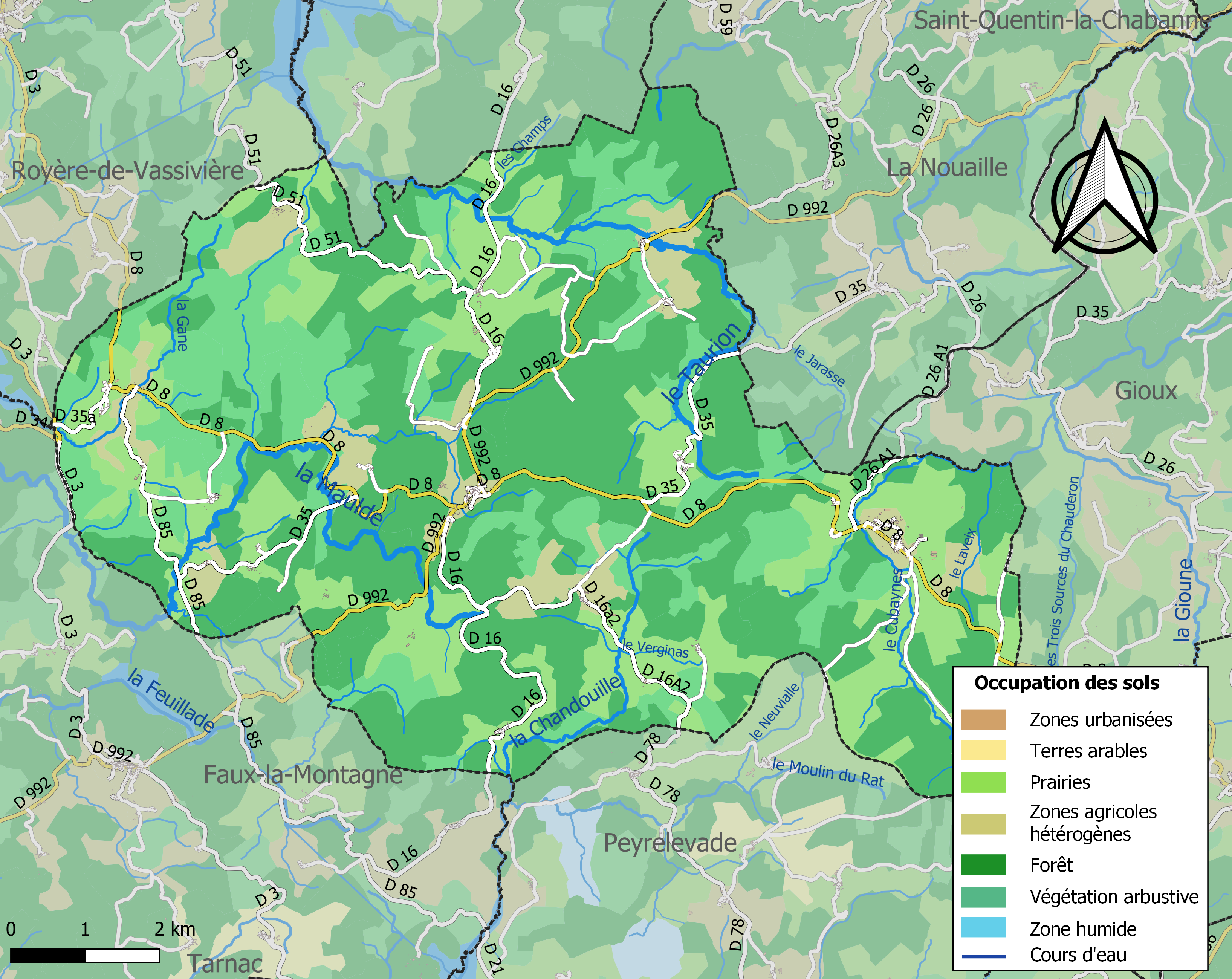
Carte des infrastructures et de l'occupation des sols de la commune en 2018 (CLC).

### Risques majeurs
Le territoire de la commune de Gentioux-Pigerolles est vulnérable à différents aléas naturels : météorologiques (tempête, orage, neige, grand froid, canicule ou sécheresse) et séisme (sismicité très faible). Il est également exposé à un risque particulier : le risque de radon. Un site publié par le BRGM permet d'évaluer simplement et rapidement les risques d'un bien localisé soit par son adresse soit par le numéro de sa parcelle.

#### Risques naturels

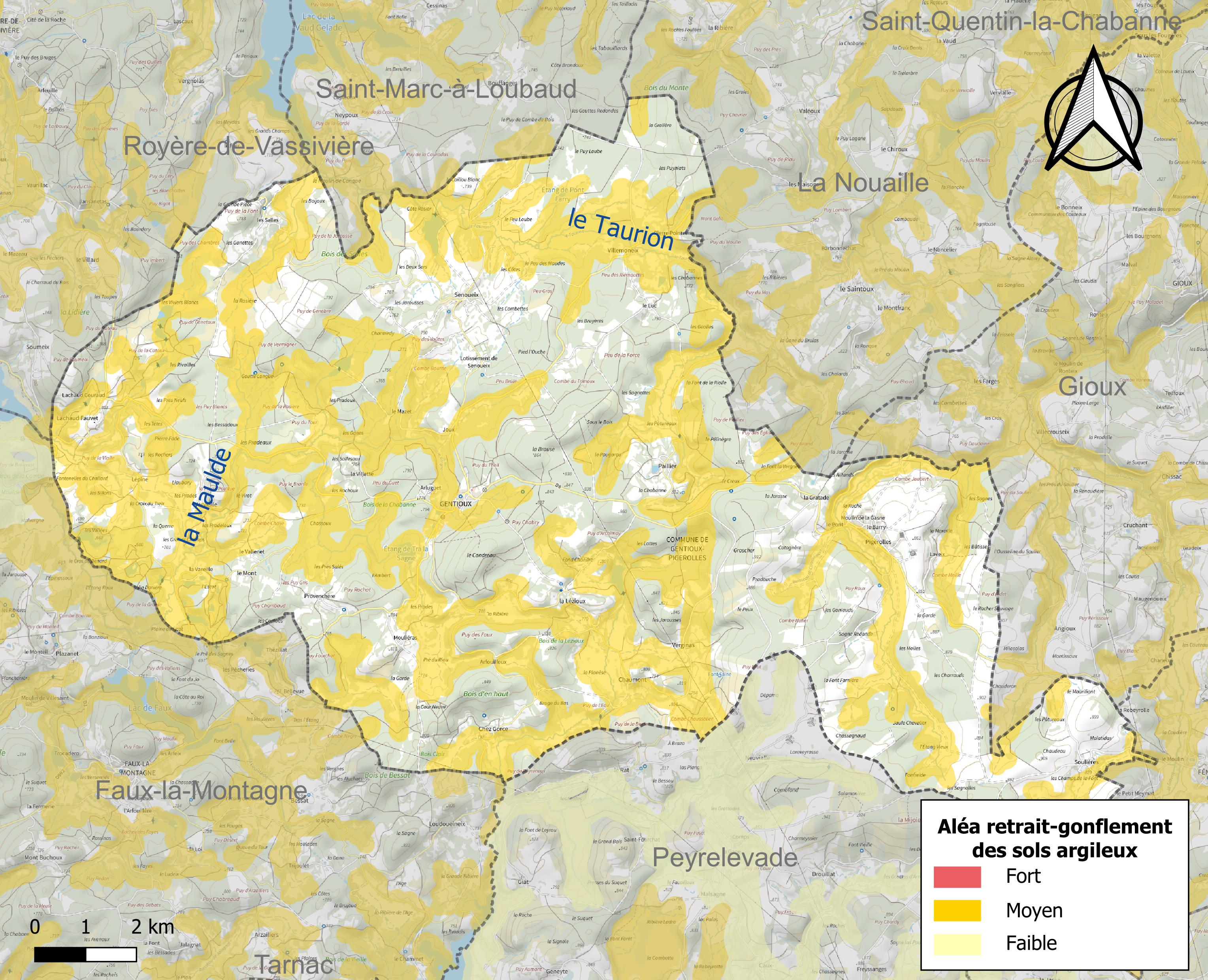
Carte des zones d'aléa retrait-gonflement des sols argileux de Gentioux-Pigerolles.

Le retrait-gonflement des sols argileux est susceptible d'engendrer des dommages importants aux bâtiments en cas d’alternance de périodes de sécheresse et de pluie. 44,3 % de la superficie communale est en aléa moyen ou fort (33,6 % au niveau départemental et 48,5 % au niveau national). Sur les 361 bâtiments dénombrés sur la commune en 2019,  138 sont en aléa moyen ou fort, soit 38 %, à comparer aux 25 % au niveau départemental et 54 % au niveau national. Une cartographie de l'exposition du territoire national au retrait gonflement des sols argileux est disponible sur le site du BRGM,.
Par ailleurs, afin de mieux appréhender le risque d’affaissement de terrain, l'inventaire national des cavités souterraines permet de localiser celles situées sur la commune.
La commune a été reconnue en état de catastrophe naturelle au titre des dommages causés par les inondations et coulées de boue survenues en 1982 et 1999. Concernant les mouvements de terrains, la commune a été reconnue en état de catastrophe naturelle au titre des dommages causés par des mouvements de terrain en 1999.

#### Risque particulier
Dans plusieurs parties du territoire national, le radon, accumulé dans certains logements ou autres locaux, peut constituer une source significative d’exposition de la population aux rayonnements ionisants. Certaines communes du département sont concernées par le risque radon à un niveau plus ou moins élevé. Selon la classification de 2018, la commune de Gentioux-Pigerolles est classée en zone 3, à savoir zone à potentiel radon significatif.

#### Transports en commun
- Réseau TransCreuse

## Histoire
Depuis la fin du Moyen Âge, comme dans tous les villages du département, beaucoup d'hommes partaient tous les ans dans les grandes villes sur les chantiers du bâtiment pour se faire embaucher comme maçon, charpentier ou encore couvreur. C'est ainsi que les maçons de la Creuse devinrent bâtisseurs de cathédrales. En 1624, ils construisirent la digue de La Rochelle. Au XIXe siècle, ils participèrent aux transformations de Paris par le baron Haussmann.
Initialement temporaire de mars à novembre, l'émigration devint définitive.  Ainsi la Creuse a perdu la moitié de sa population entre 1850 et 1950.  On retrouve dans le livre de Martin Nadaud, Mémoires de Léonard, la description de cet exode qui marqua si fortement les modes de vie.
En 1847, la commune comptait 1 489 habitants et 153 migrants soit 10,3 % de la population.  Parmi ces 153 migrants, 143 étaient maçons dont l'essentiel semble avoir migré à destination de Lyon et ses environs, comme en témoigne leur état civil et leurs descendances.
Gentioux et Pigerolles se sont associées en 1972 dans le cadre de la loi Marcellin, il existe donc toujours une mairie à Gentioux et une mairie annexe à Pigerolles. De même, la commune compte deux bureaux de vote et, après chaque élection municipale, le conseil procède à l'élection d'un maire de Gentioux-Pigerolles et d'un maire délégué de Pigerolles.

### Le Moyen Âge, les Hospitaliers et la période moderne
L'église Sainte-Madeleine de Pallier est située à 3 km à l'est de Gentioux vers Pigerolles. L'emplacement est celui d'une ancienne dépendance de l'ordre de Saint-Jean de Jérusalem rattachée à la commanderie de Charrières et qui a peut-être auparavant appartenu aux Templiers.
L'église Saint-Martial est inscrite au titre des monuments historiques en 1926. Ancienne dépendance de l'ordre de Saint-Jean de Jérusalem (commanderie de Charrières), dotée d'un clocher carré au siècle dernier, c'est une église d'origine romane, revoûtée d'ogives au XVe siècle. À l'intérieur, deux bas-reliefs, dont un représente Dieu le père surmontant un écusson de la famille d'Aubusson soutenu par Adam et Ève.

## Politique et administration

### La région
Le Limousin était une des 26 régions françaises jusqu'en 2016, composée des trois départements Corrèze, Creuse et Haute-Vienne. Situé presque en totalité sur le Massif central, au 1er janvier 2005, il regroupait 724 243 habitants sur près de 17 000 km2. Ses habitants sont appelés les Limousins. Depuis 2016, le Limousin a fusionné dans la région Nouvelle-Aquitaine.

### La circonscription
Avant le redécoupage des circonscriptions législatives françaises de 2010, Gentioux-Pigerolles appartenait à la 2e circonscription de la Creuse. Celle-ci était composée des cantons de : Ahun, Aubusson, Auzances, Bellegarde-en-Marche, Boussac, Chambon-sur-Voueize, Châtelus-Malvaleix, Chénérailles, La Courtine, Crocq, Évaux-les-Bains, Felletin, Gentioux-Pigerolles, Jarnages, Pontarion, Royère-de-Vassivière, Saint-Sulpice-les-Champs. Depuis cette réforme la Creuse ne comporte plus qu'une seule circonscription qui comporte tous les cantons de la Creuse.

### Le département
Le département a été créé à la Révolution française, le 4 mars 1790 en application de la loi du 22 décembre 1789, essentiellement à partir de l'ancienne province de la Marche. Ses habitants sont appelés les Creusois.

### La commune
| Période | Période  | Identité                           | Étiquette | Qualité                                           |
| ------- | -------- | ---------------------------------- | --------- | ------------------------------------------------- |
|         | 1808     | Louis-Joseph Benassy               |           | Notaire                                           |
| 1808    | 1819     | Jean-François Arnaud De lavareille |           | Gendarme                                          |
| 1819    | 1824     | Léonard Alexis Tixier Dubreuil     |           |                                                   |
| 1825    | 1842     | François Dufour                    |           | Géomètre                                          |
| 1842    | 1844     | Jean-Baptiste Picoulet             |           |                                                   |
| 1845    | 1856     | Etienne Coutisson-Dumas            |           |                                                   |
| 1856    | 1881     | Pierre-François Adolphe Dufour     |           | Notaire                                           |
| 1881    | 1882     | Justin-Henri Nanard                |           | Marchand de vin                                   |
| 1882    | 1904     | Philippe Antoine Louis Dupic       |           |                                                   |
| 1904    | 1912     | Léonard Mariambourg                |           |                                                   |
| 1912    | 1919     | Jean-Philippe Pommérat             |           |                                                   |
| 1919    | 1919     | Antoine Urbain                     |           |                                                   |
| 1920    | 1965     | Jules Coutaud (1889-1970)          | SFIO      | Maréchal ferrant Chevalier de la Légion d'Honneur |
| 1965    | 1970     | Jean Beillonet                     |           | Coiffeur                                          |
| 1970    | 1983     | Raymond Marliac                    | PCF       | Agriculteur retraité                              |
| 1983    | 2003     | Pierre Desrozier                   | PS        | Professeur de mathématiques                       |
| 2003    | 2014     | Pierre Simons                      | SE        | Agriculteur exploitant                            |
| 2014    | 2020     | Dominique Simoneau                 | PS        | Professeure des écoles retraitée                  |
| 2020    | 2021     | Denise Jeanblanc                   | SE        | Agent de soins retraitée                          |
| 2021    | en cours | Benjamin Simons                    | SE        | Guide-conférencier                                |

## Démographie
L'évolution du nombre d'habitants est connue à travers les recensements de la population effectués dans la commune depuis 1793. Pour les communes de moins de 10 000 habitants, une enquête de recensement portant sur toute la population est réalisée tous les cinq ans, les populations de référence des années intermédiaires étant quant à elles estimées par interpolation ou extrapolation. Pour la commune, le premier recensement exhaustif entrant dans le cadre du nouveau dispositif a été réalisé en 2004.

En 2022, la commune comptait 371 habitants, en évolution de −11,24 % par rapport à 2016 (Creuse : −3,32 %, France hors Mayotte : +2,11 %).
| 1793  | 1800 | 1806  | 1821  | 1831  | 1836  | 1841  | 1846  | 1851  |
| ----- | ---- | ----- | ----- | ----- | ----- | ----- | ----- | ----- |
| 1 217 | 907  | 1 037 | 1 245 | 1 235 | 1 372 | 1 451 | 1 489 | 1 530 |

| 1856  | 1861  | 1866  | 1872  | 1876  | 1881  | 1886  | 1891  | 1896  |
| ----- | ----- | ----- | ----- | ----- | ----- | ----- | ----- | ----- |
| 1 448 | 1 487 | 1 496 | 1 465 | 1 426 | 1 440 | 1 451 | 1 483 | 1 339 |

| 1901  | 1906  | 1911  | 1921  | 1926 | 1931 | 1936 | 1946 | 1954 |
| ----- | ----- | ----- | ----- | ---- | ---- | ---- | ---- | ---- |
| 1 221 | 1 251 | 1 109 | 1 059 | 914  | 885  | 846  | 685  | 587  |

| 1962 | 1968 | 1975 | 1982 | 1990 | 1999 | 2004 | 2006 | 2009 |
| ---- | ---- | ---- | ---- | ---- | ---- | ---- | ---- | ---- |
| 503  | 430  | 419  | 371  | 367  | 389  | 372  | 368  | 383  |

| 2014 | 2019 | 2022 | - | - | - | - | - | - |
| ---- | ---- | ---- | - | - | - | - | - | - |
| 416  | 378  | 371  | - | - | - | - | - | - |

## Culture locale et patrimoine

### Lieux et monuments

#### Le monument aux morts de Gentioux

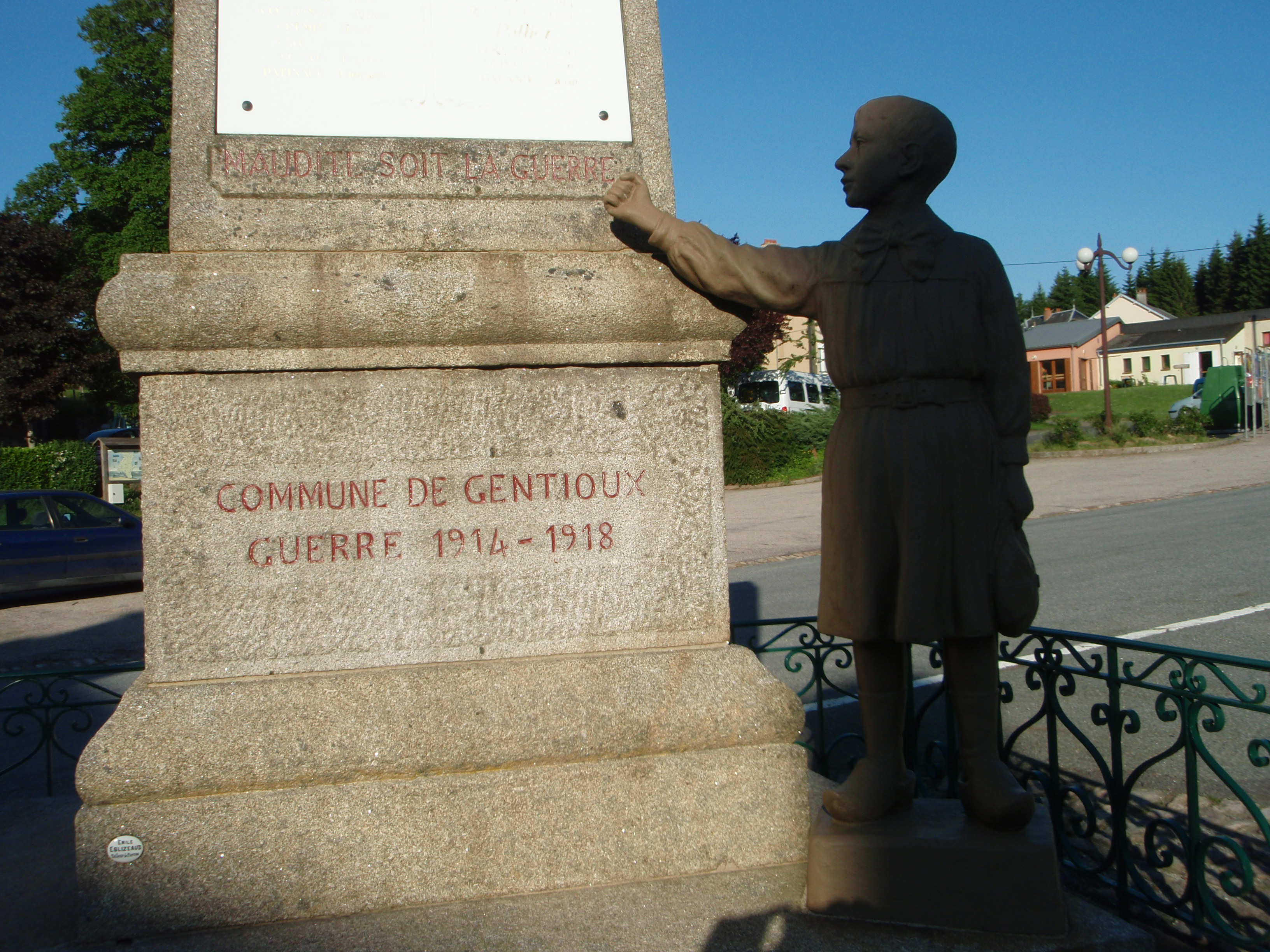
Monument aux morts de Gentioux.

Le monument aux morts pacifiste de Gentioux est l'un des rares monuments pacifistes. Il n'a été inauguré officiellement qu'en 1985. Comme tous les monuments aux morts de France, il comporte la longue liste des « enfants de Gentioux » morts pour la France (ils furent 58 en 14-18).
Ce qui est original ici c'est l'inscription « Maudite soit la guerre » sous la liste et la statue d'un orphelin le poing levé  au pied du monument. C'est plus un appel au pacifisme qu'un honneur rendu aux victimes de cette hécatombe que fut la guerre de 14-18. Il fut construit en 1922, à l'initiative du maire SFIO de l'époque Jules Coutaud et de son conseil municipal. Il est classé monument historique et la plaque « Maudite soit la guerre » est inamovible.

#### Statue Notre-Dame-du-Bâtiment
C'est une  immense statue de lave volcanique, roche plus tendre que le granit local, dédiée aux maçons de la Creuse. On y monte par un sentier, autrefois au milieu des bruyères, aujourd'hui dans des forêts de sapins. La statue est installée sur un grand piédestal constitué de pierres en granit local taillées. Sur le socle en lave, partie intégrante de la statue, sont sculptés les outils des différents métiers du bâtiment. La statue a été inaugurée le 15 août 1901.

#### Le pont de Sénoueix

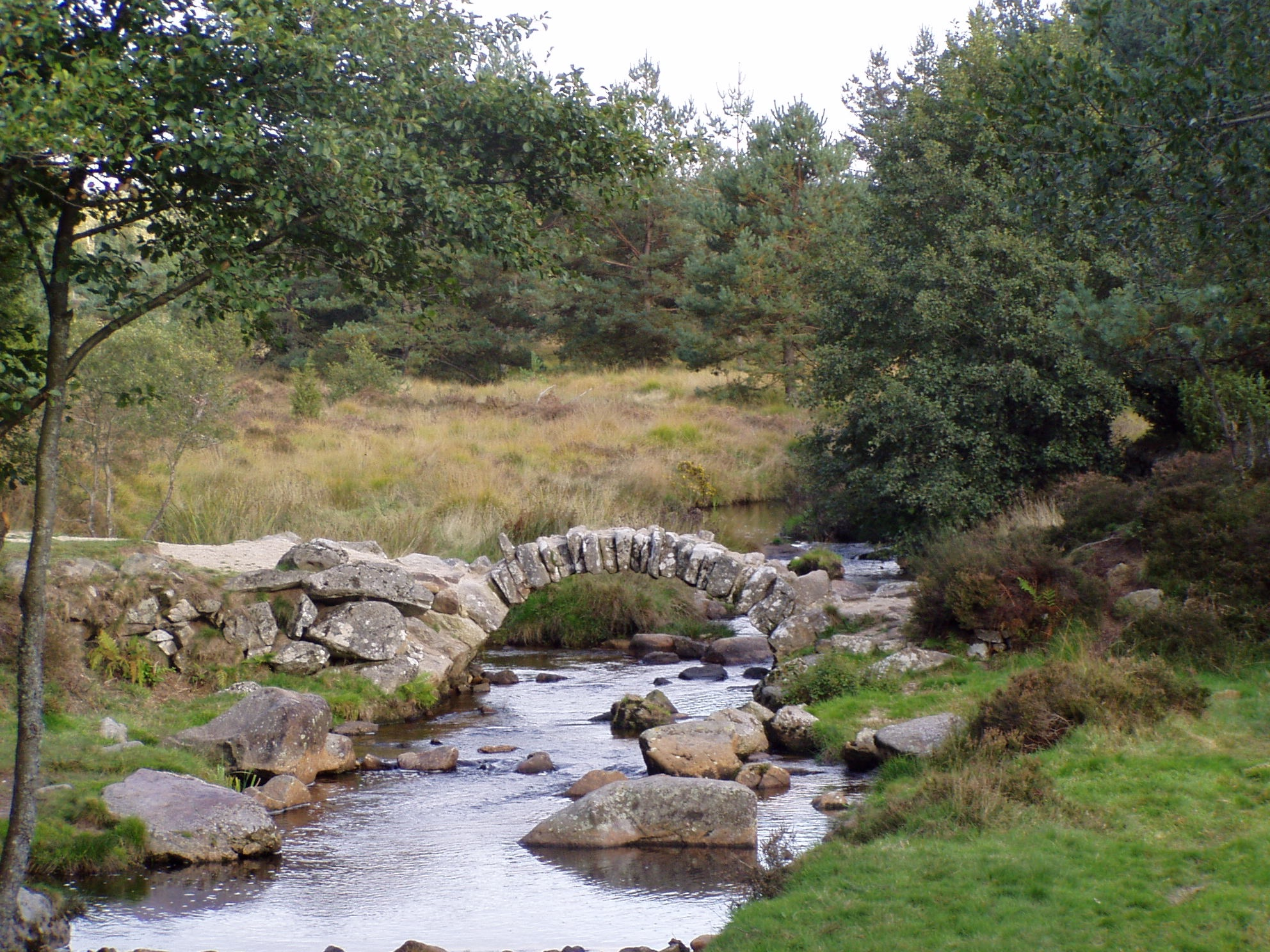
Pont de Sénoueix.

Le petit pont de Sénoueix dit « pont romain », véritable image d'Épinal du département de la Creuse, est situé à 5 km au nord de Gentioux-Pigerolles. Daté par le service des Monuments Historiques du XVIIe siècle, il enjambe, par son unique arche faite de gros blocs de granit mal dégrossis, vestige d'un pont plus important, le Taurion ou Thaurion, qui n'est à cet endroit qu'un petit ruisseau au milieu de la lande du plateau de Millevaches.

#### La Lézioux
Petit hameau disposant d'une croix fleuronnée avec le Christ d'un côté et la Vierge Marie de l'autre, datée du XVIe siècle.
Le nom de « La Lézioux » (La Légiou au XVIIIe siècle) viendrait du nom d'un territoire paroissial (en occitan L'Agleasia).

#### L'église Saint-Martial de Gentioux
L'église Saint-Martial est inscrite au titre des monuments historiques en 1926. C'est un édifice rectangulaire à quatre travées dont la dernière forme le chœur. Elle comporte des chapiteaux polygonaux à corbeilles sculptées de fleurs et d'animaux.
Un clocher moderne a remplacé le clocher-mur occidental, elle comporte par ailleurs un portail à trois voussures en arc brisé, des chapiteaux à crochets et des masques humains ainsi que des tailloirs formant frise.

#### L'église de l'Invention-des-Reliques-de-Saint-Étienne de Pigerolles
L'église de l'Invention-des-Reliques-de-Saint-Étienne est inscrite au titre des monuments historiques en 1969. Le bâtiment est daté des XIIe et XVe siècles, son patronage semble être attribué à l'abbaye de Port-Dieu.
L'ensemble est formé d'une nef unique terminée par une abside pentagonale avec chœur couvert en cul-de-four. La façade ouest, refaite au XVe siècle, présente un portail dont l'ouverture est abattue d'un chanfrein tandis que les sculptures intérieures et extérieures sont constituées de modillons et de corbeilles ouvragées.
Le clocher-mur est ajouré de trois baies et vers 1860, la couverture en ardoise a remplacé celle en chaume.

#### L'église Sainte-Madeleine de Pallier et la Maison de notaire royal

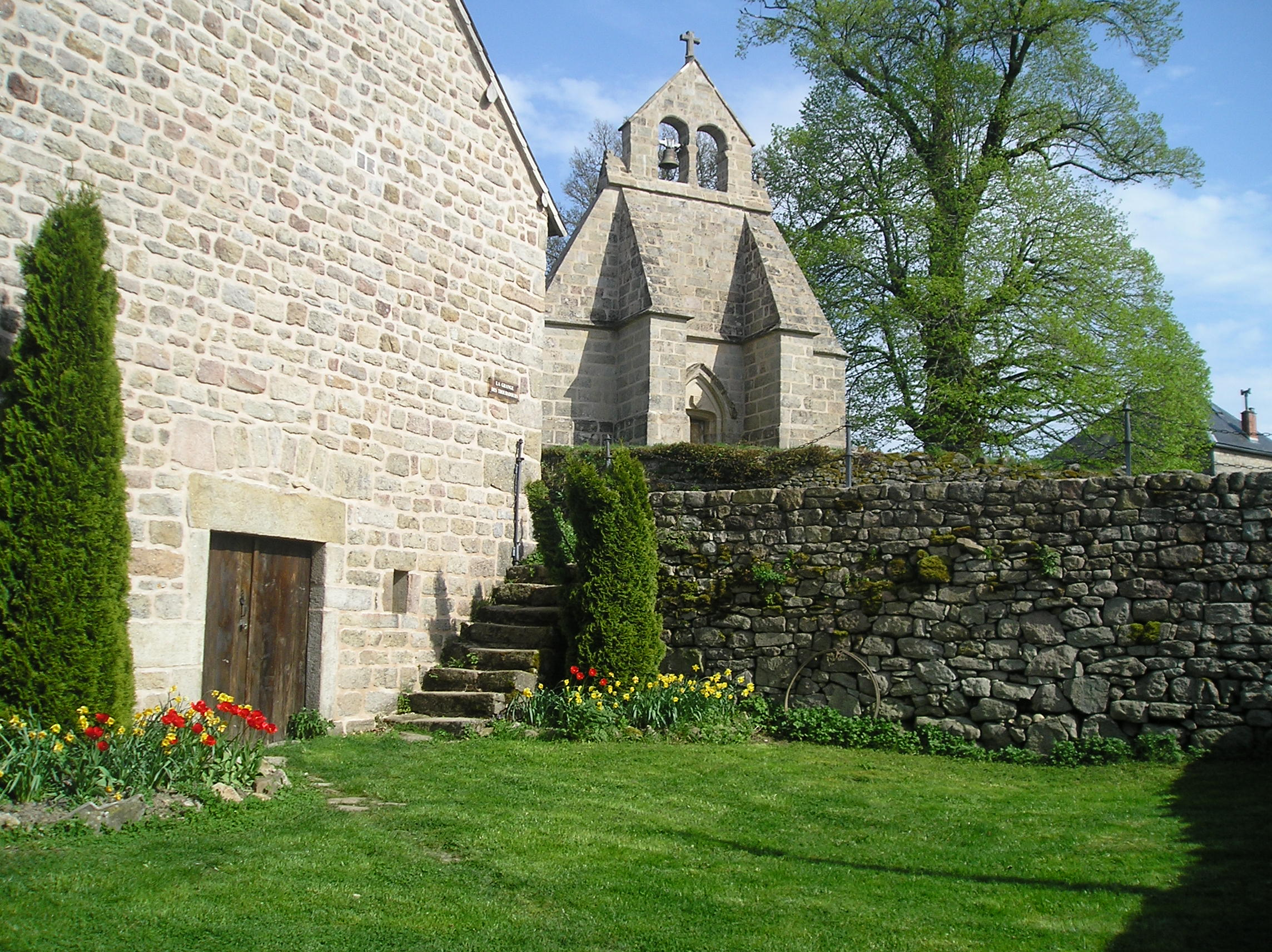
L'église Sainte-Madeleine de Pallier, photographiée depuis la maison du notaire. À gauche, un ancien bâtiment agricole. L'escalier permettait d'accéder à la grange, l'étable étant située en bas.

L'église Sainte-Madeleine de Pallier tout comme la maison de notaire royal sont situés à 3 km à l'est de Gentioux vers Pigerolles.
Située juste au-dessus, l'église date du XIIIe siècle, elle se trouve à côté du cimetière où l'on peut voir des dalles funéraires gravées de la croix de Malte. Elle est dédiée à sainte Madeleine. On peut y voir aussi une croix avec le Christ d'un côté et la Vierge Marie de l'autre.
La présence de cette église et de son cimetière rappellent le fait que Pallier a constitué une très éphémère commune lors de la Révolution avant d'être rattachée à Gentioux dès avant 1794.
L'édifice a été inscrit au titre des monuments historiques en 1974.
Le bâtiment de notaire actuel fut construit à l'initiative d'Alexis Jabouille, notaire royal, en 1760. Il a connu une vocation agricole jusqu'aux années 1980.

### Aux environs

#### La chapelle du Rat

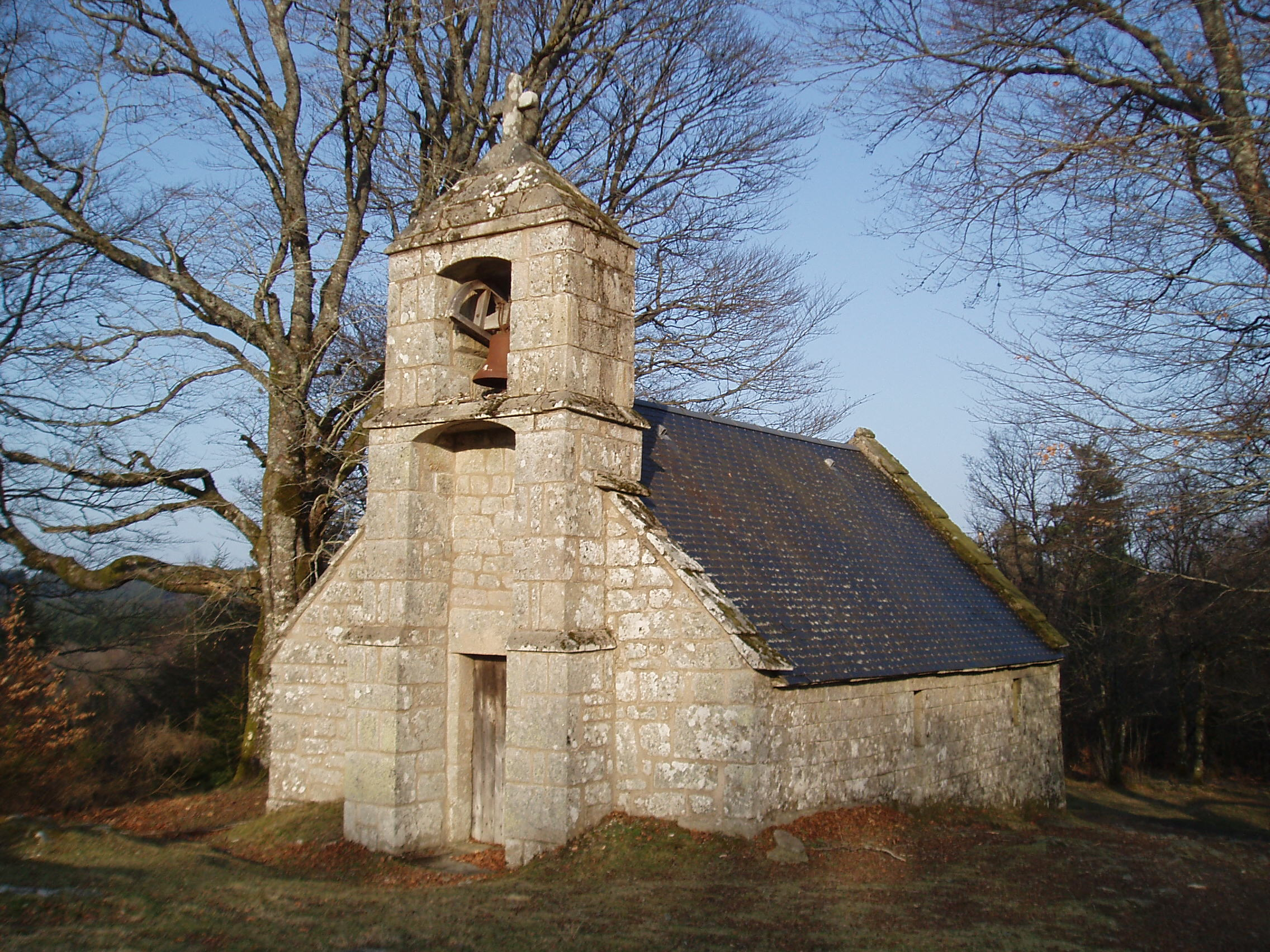
La chapelle du Rat.

Cette petite chapelle a été construite au XVIIe siècle sur une hauteur à proximité immédiate de mégalithes naturels. Une croix en granite a été disposée sur le bloc le plus élevé d'où s'offre un très large point de vue, notamment vers Gentioux. Le jour de la Saint-Roch, la chapelle du Rat servait de lieu de bénédiction. Son chemin de croix, dont il ne reste que quelques croix, a été indulgencié par l'un des papes limousins au XIVe siècle.
Elle se situe sur la commune de Peyrelevade en Corrèze.

#### Les éoliennes de Gentioux-Peyrelevade

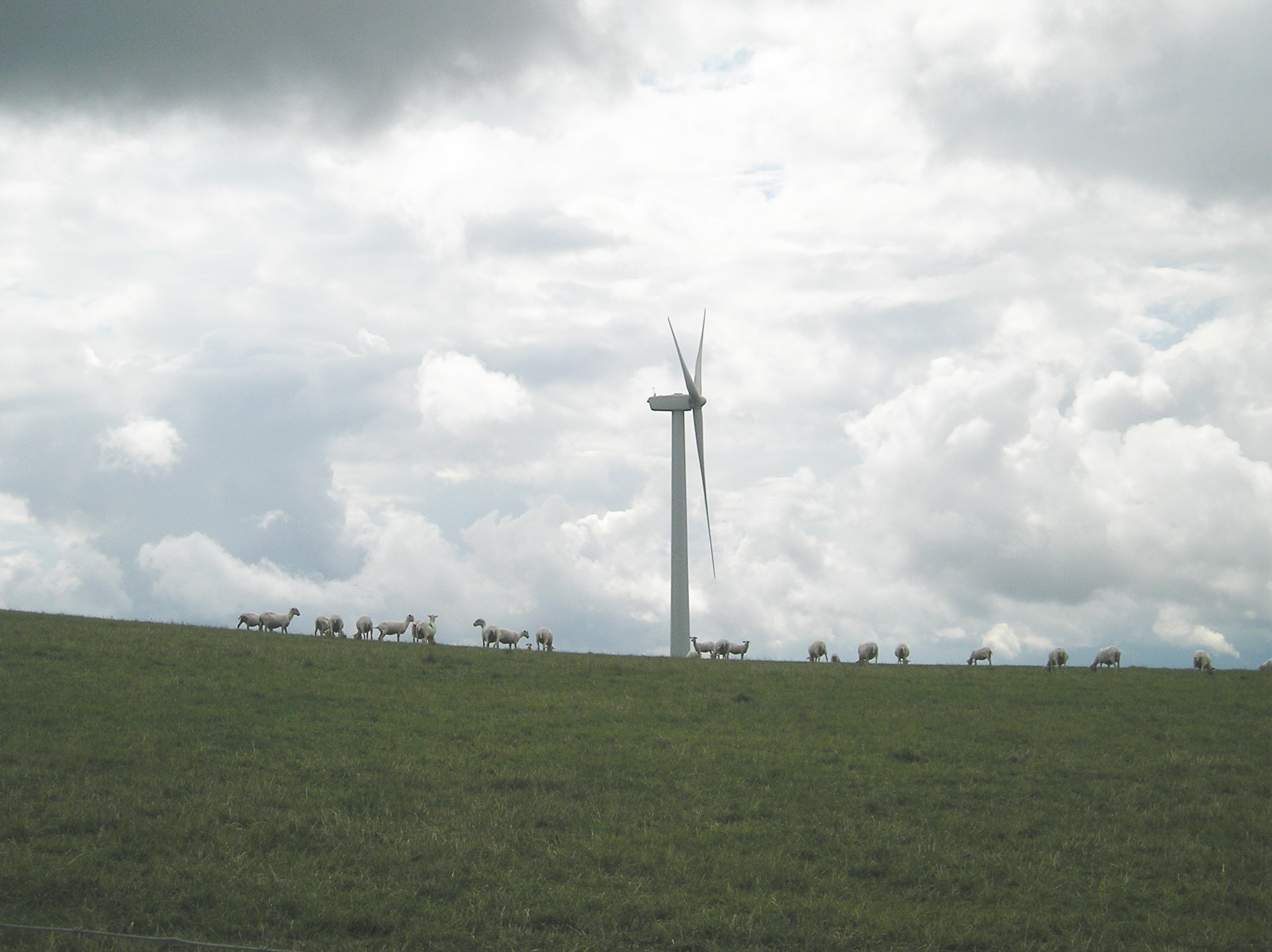
Une éolienne sur le plateau.

Mises en service en janvier 2005, ces six éoliennes sont situées près du village de Neuvialle à mi-chemin entre Pigerolles et Peyrelevade.

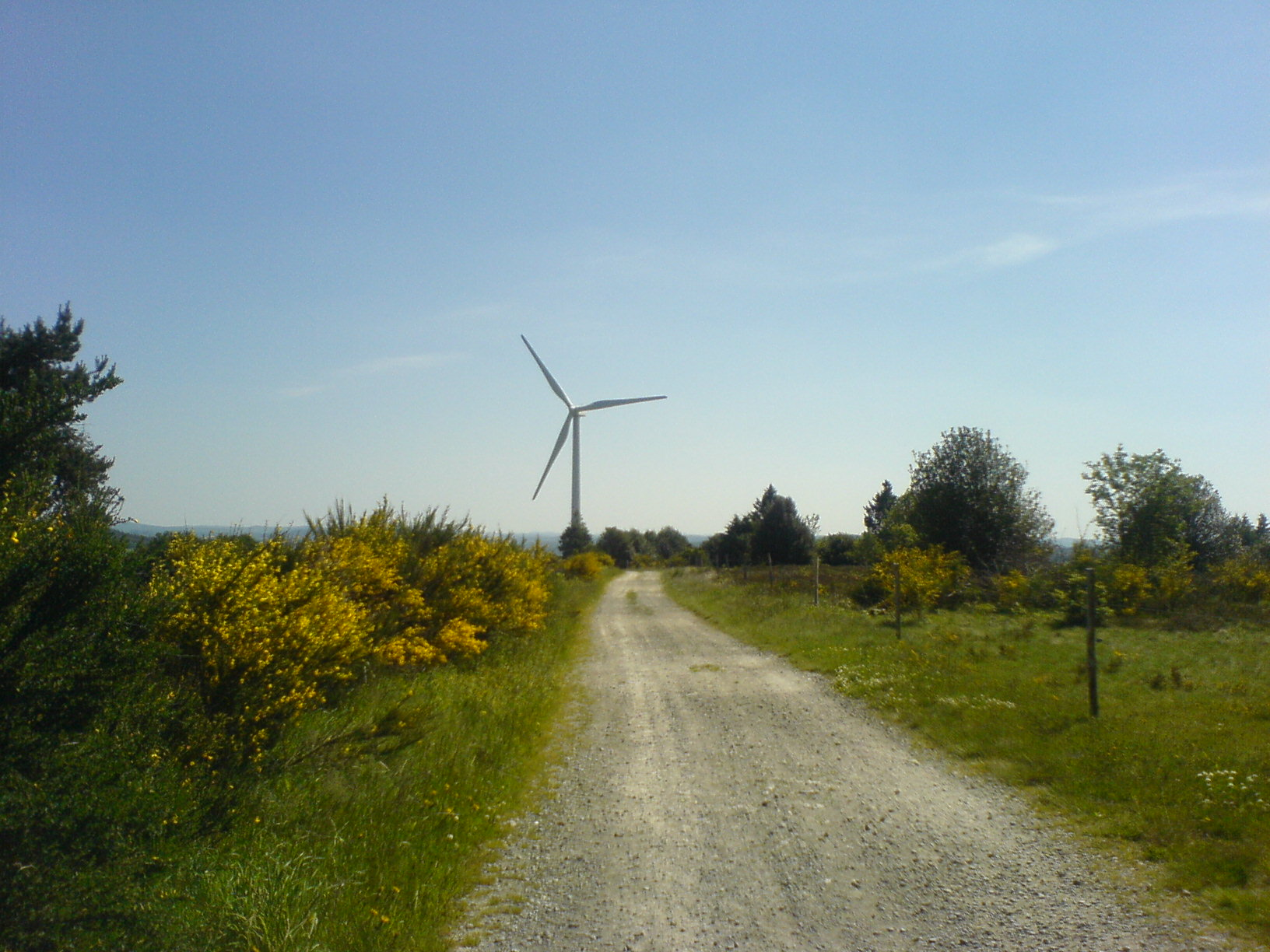
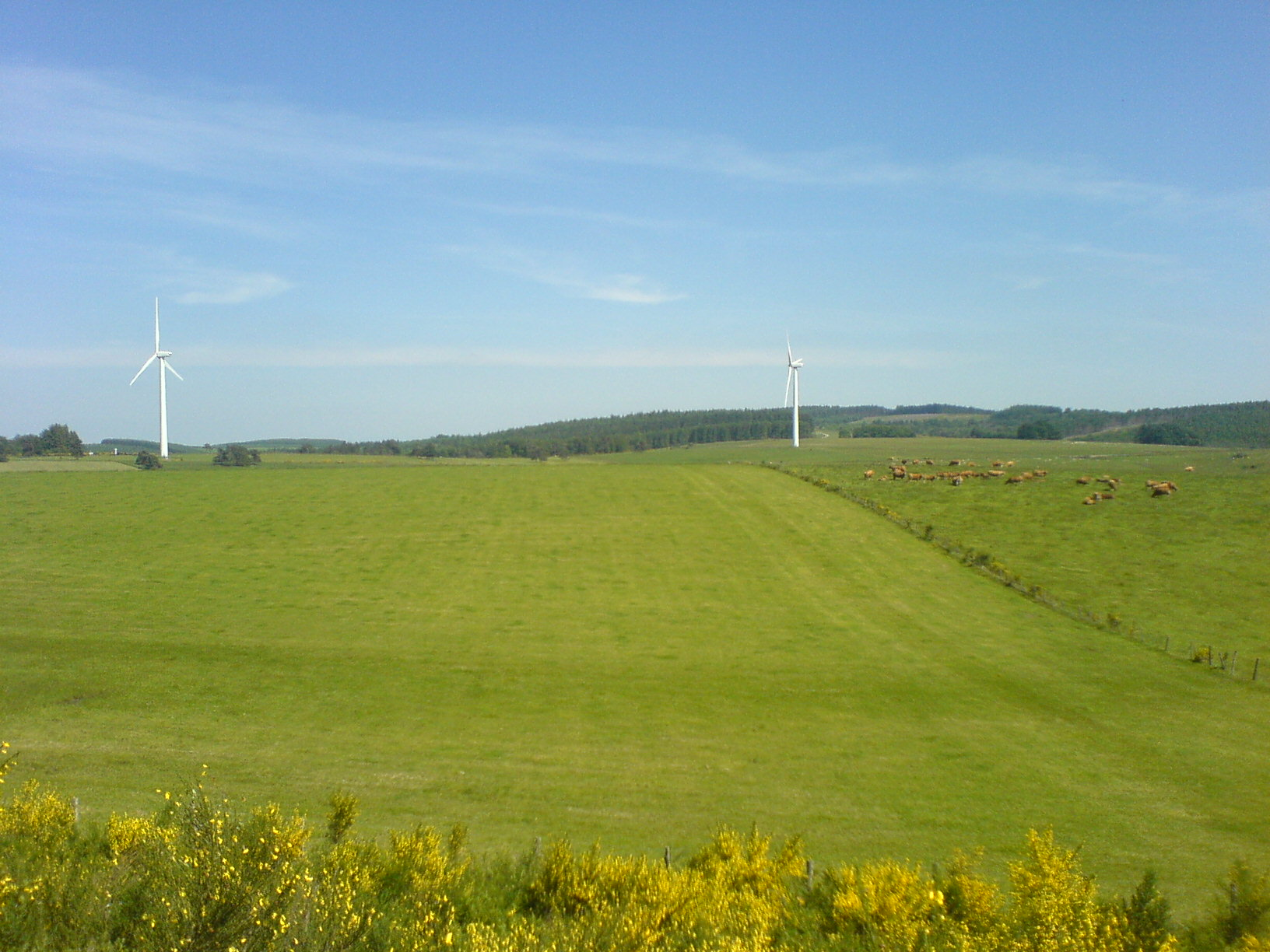

### Personnalités liées à la commune
- Jean-Baptiste Coutisson-Dumas né le 16 mai 1746 à Gentioux, mort le 18 août 1806 à Évaux-les-Bains, révolutionnaire français[41].
- Émile Goué (1904-1946), compositeur français, passa ses vacances de jeunesse à Gentioux et composa Paysage vu du mont Condreau pour orchestre symphonique.

### Héraldique et logotype

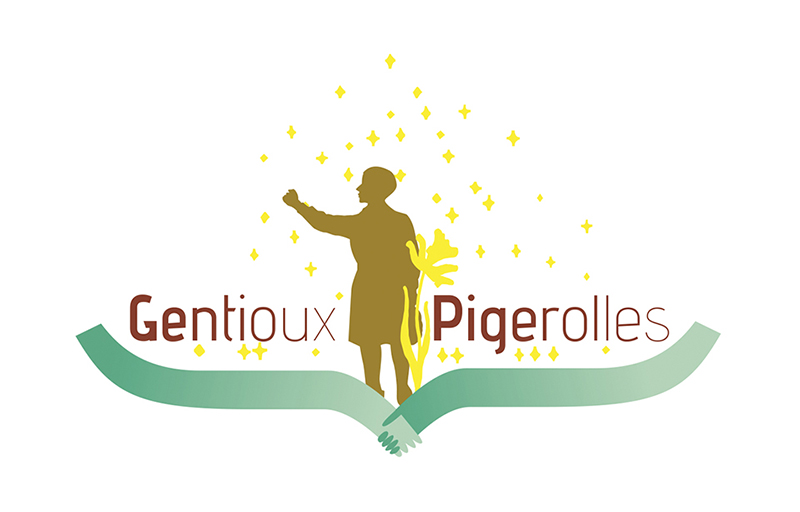
Logo de Gentioux-Pigerolles.

| Blason de Gentioux-Pigerolles | Blason  | D'or à une lettre gothique G de sinople ; au chef de la Religion. |
| Blason de Gentioux-Pigerolles | Détails | Le statut officiel du blason reste à déterminer.                  |
| Blason de Gentioux-Pigerolles | Alias   | De gueules à la croix d'argent.                                   |